# Morannes
Morannes ist eine ehemalige französische Gemeinde mit zuletzt 1.800 Einwohnern (Stand: 1. Januar 2013) im Département Maine-et-Loire in der Region Pays de la Loire. Sie gehörte zum Arrondissement Angers und zum Kanton Tiercé. Die Einwohner werden Morannais(es) genannt.
Mit Wirkung vom 1. Januar 2016 wurden die Gemeinden Morannes und Chemiré-sur-Sarthe zu einer Commune nouvelle mit dem Namen Morannes-sur-Sarthe zusammengelegt, in der lediglich Chemiré-sur-Sarthe den Status einer Commune déléguée erhalten hat.
Zum 1. Januar 2017 erfolgte eine Zusammenlegung von Morannes-sur-Sarthe mit der Kommune Daumeray zu der heutigen Gemeinde Morannes sur Sarthe-Daumeray. Der Verwaltungssitz befindet sich im Ort Morannes.

## Geographie
Morannes liegt etwa 35 Kilometer nordnordöstlich von Angers an der Sarthe in der Baugeois.

## Bevölkerungsentwicklung
| 1962                       | 1968 | 1975 | 1982 | 1990 | 1999 | 2006 | 2013 |
| -------------------------- | ---- | ---- | ---- | ---- | ---- | ---- | ---- |
| 1694                       | 1729 | 1610 | 1577 | 1534 | 1599 | 1660 | 1800 |
| Quellen: Cassini und INSEE |      |      |      |      |      |      |      |

## Sehenswürdigkeiten
- Kirche Saint-Aubin aus dem 12. Jahrhundert
- Kloster
- Herrenhaus L'Asnerie aus dem 16. Jahrhundert, Monument historique
- Herrenhaus Chandemanche, Monument historique
- Herrenhaus Gennetay, Monument historique
- Herrenhaus Les Grignons aus dem 15. Jahrhundert
- Priorat von Juigné, Monument historique
- Schloss Les Roches
- Mühle von Pendu.
- Schleusen von Pendu und Le Gravier
- Domäne La Panne

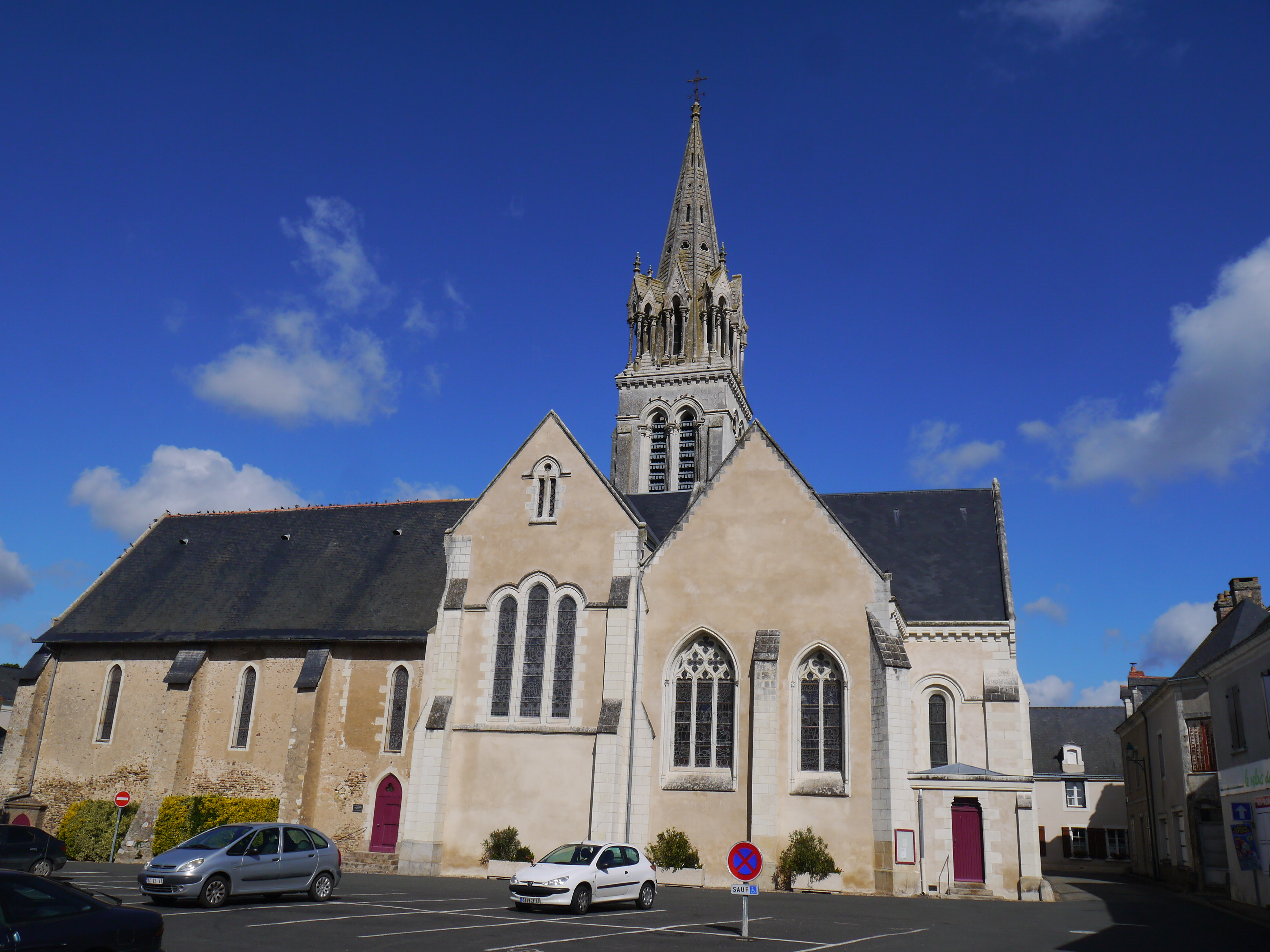
Kirche Saint-Aubin
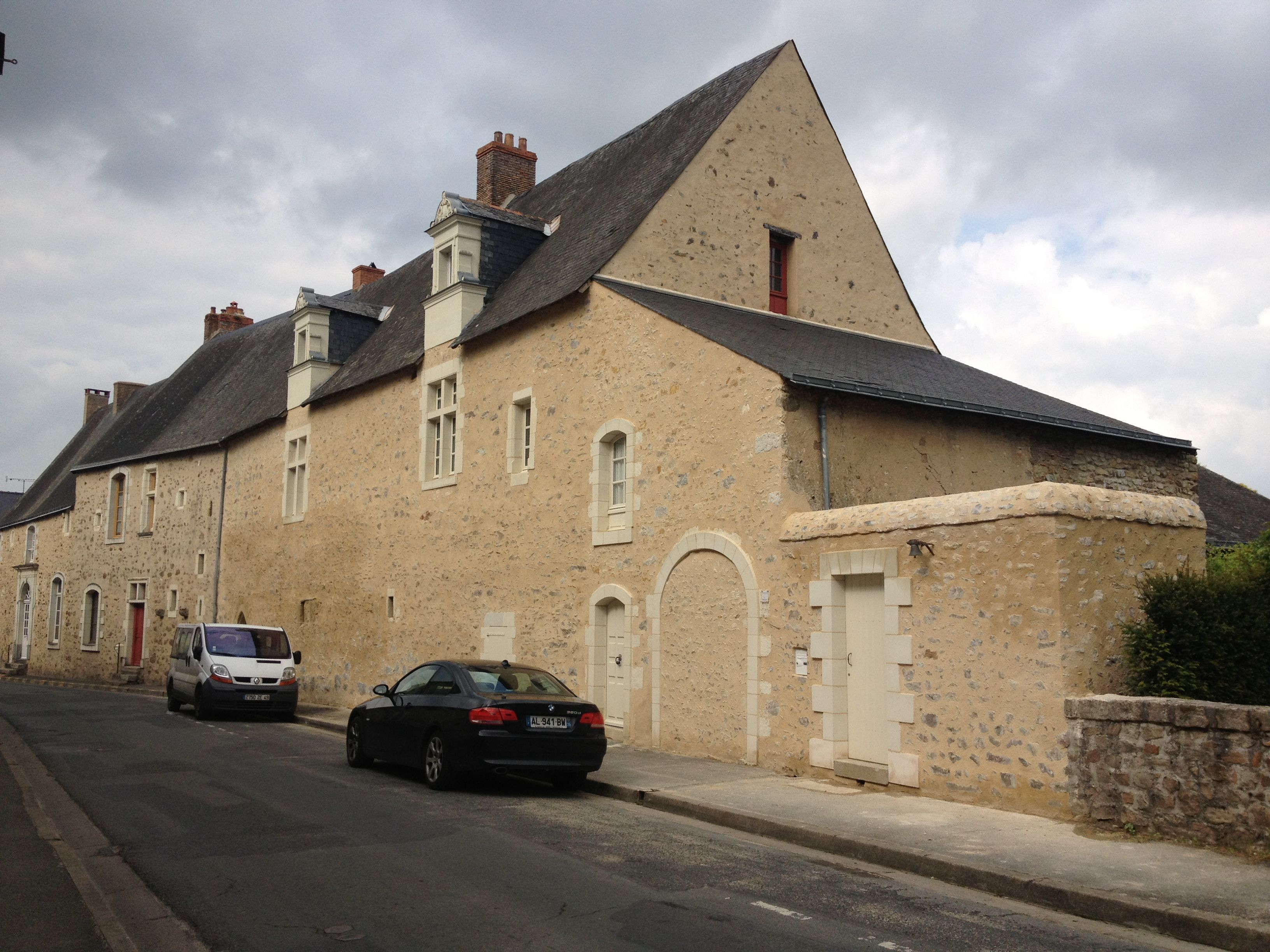
Domäne La Panne

## Persönlichkeiten
- Matthieu Contarelli (eigentlich Matthieu Cointerel, italienisch Matteo Contarelli, 1519–1585), Kardinal